# Immaculée Birhaheka
Immaculée Birhaheka, född 1959, är en framträdande Kinshasa-kongolesisk människorättsförsvarare som uppmärksammats med internationella priser för sitt arbete för kvinnors rättigheter i Kongo-Kinshasa.
Birhaheka har sedan grundandet 1993 lett organisationen Promotion et appui aux initiatives féminines (PAIF) (Främjande och stöd till kvinnliga initiativ), vilken startade som en verksamhet för att stärka kvinnors rättigheter, både genom påverkan av makthavare och med lokala utbildningsprojekt för kvinnor. PAIF har sitt huvudsäte i Goma, i landets östra del, vid gränsen mot Rwanda. Då det strax efter organisationens bildande startade en långvarig period med militära konflikter i området, har en stor del av arbetet kommit att inriktas på hjälp till våldtäktsdrabbade kvinnor.
Birhahekas frispråkighet om pågående brott mot mänskliga rättigheter och hur hårt kvinnorna drabbats har lett till arresteringar och dödshot från både milisgrupper och myndighetshåll.

## Priser och utmärkelser (i urval)
- 2000 – Martin Ennals-priset[2]
- 2006 – National Endowment for Democracy Award[2]
- 2009 – Bremer Solidaritätspreis[4][5]